# Carolus (género)
Carolus es un género de plantas con flores con seis especies perteneciente a la familia Malpighiaceae. Es originario de México.

## Taxonomía
El género fue descrito por William Russell Anderson  y publicado en Novon 16(2): 186-188, f. 7, en el año 2006.

## Especies
| - Carolus anderssonii (W.R.Anderson) W.R.Anderson - Carolus chasei (W.R.Anderson) W.R.Anderson - Carolus chlorocarpus (A.Juss.) W.R.Anderson - Carolus dukei (Cuatrec. & Croat) W.R.Anderson - Carolus renidens (A.Juss.) W.R.Anderson - Carolus sinemariensis (Aubl.) W.R.Anderson |